# Claudette Johnson
Claudette Elaine Johnson MBE (Mánchester, Reino Unido, 1959) es una artista visual británica. Es conocida por sus dibujos de mujeres negras a gran escala y su participación en el BLK Art Group. Modern Art Oxford la describió como "una de las artistas figurativas actuales más completas de Gran Bretaña".

## Biografía
Estudió Bellas Artes en el Politécnico de Wolverhampton. Durante esta etapa de estudiante, se convirtió en miembro fundador del BLK Art Group y participó en su segunda exposición en el Africa Centre de Londres en 1983. Su charla y seminario en la Primera Conferencia Nacional de Artes Negras en 1982 se reconoce como un momento formativo en el movimiento de arte feminista negro en el Reino Unido.
La obra de Johnson ha participado en importantes exposiciones colectivas como Five Black Women en la Africa Centre Gallery de Londres en 1983, Black Woman Time Now en el Battersea Arts Centre en el mismo año y The Thin Black Line en el ICA de Londres en 1986. Al reseñar su exposición individual de 1992 In This Skin: Drawings by Claudette Johnson, en la Black Art Gallery de Londres, el artista Steve McQueen (en ese momento estudiante en Goldsmiths College) escribió: "Lo que ella hace es resaltar el alma, la sensualidad, la dignidad y espiritualidad de la mujer negra... La obra de Claudette Johnson tiene sus raíces en su herencia africana. Su talento es tan poderoso como obvio."
Lubaina Himid describe la obra de Johnson como "profundamente sensual" y "rica en colores". La artista califica a las mujeres negras de sus dibujos "monolitos, versiones de mujeres más grandes que la vida". Eddie Chambers señala: "Estos retratos eran piezas imponentes que exigían la atención del espectador, así como su respeto".
En 2011, Johnson cofundó el BLK Arts Research Group con Marlene Smith y Keith Piper, para reexaminar el conjunto  de obras y el legado histórico del BLK Arts Group. En 2012, este grupo de investigación llevó a cabo dos importantes proyectos: un simposio con una exposición retrospectiva titulada The Blk Art Group en la Graves Gallery de Sheffield, y una conferencia internacional titulada "Reframing the Moment" en la Universidad de Wolverhampton. Su obra se incluyó en la exposición No Color Bar: Black British Art in Action 1960–1990 de Guildhall Art Gallery (10 de julio de 2015-24 de enero de 2016).
Johnson expuso individualmente en Hollybush Gardens, Londres (17 de noviembre de 2017-22 de diciembre de 2017), donde se presentó siete de sus obras a gran escala en papel, sobre las cuales la revista Frieze publicó: "Como  obra, posee una intimidad profunda y tierna".
En 2019, se celebró su primera gran exposición institucional desde 1990, en Modern Art Oxford, la muestra se describió como "una visión general de una de las artistas figurativas más exitosas que trabajan en Gran Bretaña en la actualidad... su arte se propone corregir las representaciones negativas de mujeres y hombres negros y contrarrestar su invisibilidad en las esferas culturales y más allá". El crítico de Art Fund escribió "Íntimos, poderosos y, a veces, deliberadamente incómodos, los estudios de Claudette Johnson sobre mujeres y hombres negros exigen atención e imponen respeto". Según la revista Apollo "Si bien Johnson afirma que la negritud es una ficción creada por el colonialismo, insiste en que esta ficción 'puede ser interrumpida por un encuentro con las historias que tenemos que contar sobre nosotros mismos'. Los personajes de Johnson, por turnos desafiantes, cautelosos y divertidos, representan la variedad de historias que pueden ser contadas, en palabras del artista, por la 'presencia de la mujer negra'. Como dice ella misma 'me interesa nuestra humanidad, nuestros sentimientos y nuestra política'. Su arte encierra todo esto en la ternura y la voluntad de la forma humana individual".
La obra de Johnson se encuentra en las colecciones de Tate de Londres, Rugby Art Gallery, Arts Council England, Mappin Art Gallery, Manchester Art Gallery y Wolverhampton Art Gallery.
Johnson fue nombrada Miembro de la Orden del Imperio Británico (MBE) en los Honores de Año Nuevo de 2022 por sus servicios al arte. 

## Exposiciones (selección)
- 1983: Five Black Women Artists. Centro de África, Londres.[15]
- 1983: Black Women Time Now Battersea Arts Centre, Londres.[16]
- 1984: Into the Open: New Paintings Prints and Sculptures by Black Contemporary Artists. Galería de Arte Mappin, Sheffiellad.[15]
- 1986: The Thin Black Line. Instituto de Arte Contemporáneo, Londres.[15]
- 1987: The Image Employed: The Use of  Narrative in Black Art. Corner House, Manchester.[15]
- 1992: In This Skin: Drawings by Claudette Johnson. Galería de Arte Negro, Londres.[15]
- 1997: Transforming the Crown: African, Asian and Caribbean Artists in Britain 1966–1986. Royal Festival Hall, Londres, y The Caribbean Cultural Centre, The Studio Museum en Harlem y The Bronx Museum of the Arts, Nueva York.[17]
- 2012: Thin Black Line(s). Tate Britain, Londres.[6]
- 2015-16: No Colour Bar: Black British Art in Action 1960–1990, Guildhall Art Gallery, Londres.
- 2017: Claudette Johnson, Hollybush Gardens, Londres.[18]
- 2019: Claudette Johnson: I Came to Dance, Modern Art Oxford (1 de junio - 8 de septiembre de 2019).[19]